# Новоивановское (Ленинградская область)
Новоивановское — деревня в Осьминском сельском поселении Лужского района Ленинградской области.

## История
НОВОИВАНОВСКОЕ — деревня Гдовского её величества имения, по просёлочной дороге, число дворов — 5, число душ — 18 м. п. (1856 год)

НОВОИВАНОВСКО — деревня удельная при колодце, число дворов — 6, число жителей: 19 м. п., 24 ж. п.(1862 год)

В XIX — начале XX века деревня административно относилась к Осьминской волости 2-го земского участка 1-го стана Гдовского уезда Санкт-Петербургской губернии.
По данным «Памятной книжки Санкт-Петербургской губернии» за 1905 год деревня называлась Новоивановско и образовывала Новоивановское сельское общество.
С 1917 по 1919 год деревня Ново-Ивановско входила в состав Осьминской волости Гдовского уезда.
С 1920 года, в составе Самровской волости.
С 1922 года, в составе Ново-Ивановского сельсовета Осьминской волости Кингисеппского уезда.
С 1924 года, в составе Задейшинского сельсовета.
С 1927 года, в составе Осьминского района.
В 1928 году население деревни Ново-Ивановско составляло 160 человек.
По данным 1933 года деревня называлась Ново-Ивановское и входила в состав  Задейшинского сельсовета Осьминского района.
C 1 августа 1941 года по 31 января 1944 года деревня находилась в оккупации.
С 1961 года, в составе Рельского сельсовета Сланцевского района.
С 1963 года, в составе Лужского района.
В 1965 году население деревни составляло 47 человек.
По данным 1966, 1973 и 1990 годов деревня называлась Новоивановское и также входила в состав Рельского сельсовета Лужского района.
В 1997 году в деревне Новоивановское Рельской волости проживали 2 человека, в 2002 году — 3 человека (все русские).
В 2007 году в деревне Новоивановское Осьминского СП проживали 2 человека.

## География
Деревня расположена в западной части района к востоку от автодороги 41К-020 (Сижно — Осьмино).
Расстояние до административного центра поселения — 23 км.
Расстояние до ближайшей железнодорожной станции Молосковицы — 88 км.

## Демография
| 1862 | 1928 | 1965 | 1997 | 2007 | 2010 | 2017 |
| ---- | ---- | ---- | ---- | ---- | ---- | ---- |
| 43   | ↗160 | ↘47  | ↘2   | →2   | ↗6   | ↘2   |

## Улицы
Лесная.